# 崔真喆
崔真喆（1971年3月26日—），出生于韩国全罗南道，曾经是韩国足球运动员，现为足球教练。

## 球员生涯
崔真喆在崇实大学毕业后加盟K联赛球队全北现代，并在那里效力到退役，在12年的俱乐部生涯中联赛出场241次，打进18球。
崔真喆也曾经是韩国国家队成员，他为国家队出场65次。2002年1月30日，他在中北美洲及加勒比金杯赛对阵哥斯达黎加的小组赛中打进在国家队的首个进球。
崔真喆和他的隊友洪明甫、金泰映組成的後防線鐵三角為韓國最終贏得2002年世界盃第四名立下了汗馬功勞。

## 教练生涯
2008年，崔真喆开始担任K联赛球队江原 FC的主教练。

## 荣誉
- 全北现代
  - 亚足联冠军联赛冠军：2005
  - 韩国足协杯冠军：2000, 2003, 2005
  - 韩国超级杯冠军：2004